# Бхадрак
Бхадрак (англ. Bhadrak) — город в индийском штате Орисса. Административный центр округа Бхадрак. Средняя высота над уровнем моря — 22 метра. По данным всеиндийской переписи 2011 года, в городе проживало 129 152 человека, из которых мужчины составляли 51,39 %, женщины — соответственно 48,61 %. Уровень грамотности взрослого населения составлял 81,21 %. Уровень грамотности среди мужчин составлял 85,80 %, среди женщин — 76,37 %. 11,22 % населения было моложе 6 лет.